# Meles meles heptneri
Meles meles heptneri es una subespecie de mamíferos carnívoros de la familia Mustelidae, subfamilia Mustelinae.

## Distribución geográfica
Se encuentra en las regiones del Mar Caspio de Rusia.